# Filantropica
Filantropica é um filme de drama romeno de 2002 dirigido e escrito por Nae Caranfil. Foi selecionado como representante da Romênia à edição do Oscar 2003, organizada pela Academia de Artes e Ciências Cinematográficas.

## Elenco
- Mircea Diaconu - Ovidiu Gorea
- Gheorghe Dinică - Pavel Puiuţ
- Mara Nicolescu - Miruna Popescu
- Viorica Vodă - Diana Dobrovicescu
- Marius Florea Vizante - Bulache